# Domen Lorbek
Domen Lorbek (6 de marzo de 1985, Kranj, Eslovenia) es un baloncestista profesional que actualmente milita en el KK Igokea. Es hermano de Erazem Lorbek, también baloncestista.

## Biografía
Domen Lorbek empezó a jugar profesionalmente bastante pronto con el equipo de su ciudad, estuvo jugando dos años en ese equipo para fichar por KK Helios Domzale. Un año más tarde sorprendió ya a un equipo importante, KK Union Olimpija, estuvo una temporada allí y fichó por el Estudiantes en el 2007.Jugó en el equipo español durante una temporada y, posteriormente, recaló en el Benetton Treviso.En el año 2009 vuelve a las filas de un equipo español esta vez en el CB Cajasol. Actualmente es integrante de la Selección Eslovena y disputó el Eurobasket 2009.
En 2011 el tirador esloveno, que en ACB ha defendido los colores de Estudiantes, Cajasol y, en la última temporada y media, Lagun Aro GBC firmará con el Air Avellino italiano.

## Palmarés
- Subcampeón Campeonato de Europa Junior (2002)
- Campeón Campeonato de Europa Sub-20 (2004)
- Copa de Eslovenia (2006-2007)